# Filmfest München Audience Award
Der Filmfest München Audience Award, auch BR-SZ-Audience Award, vor 2024 Bayern 2 und SZ Publikumspreis, ist ein Filmpreis, der jedes Jahr in München verliehen wird. Die Besucher des Filmfestes München wählen ihren Favoriten aus dem Festivalprogramm.

## Geschichte
Das Filmfest vergibt den Publikumspreis seit dem Jahr 2004, seit 2016 wird er gemeinsam von Bayern 2 und der Süddeutschen Zeitung verliehen. 2024 erfolgte die Umbenennung von Bayern 2 und SZ Publikumspreis in Filmfest München Audience Award. Der Preis wird seitdem vom Bayerischen Rundfunk und der Süddeutschen Zeitung vergeben.
Seit 2024 werden zum einen der Audience Award International im Bereich des internationalen Films und zum anderen der Audience Award National für den beliebtesten deutschen Film vergeben.

## Regeln
Die Auswahl erfolgt durch das Publikum über das Voting Tool Votemo und einen QR-Code. Zuschauerinnen und Zuschauer haben die Möglichkeit, für alle gesehenen Filme Bewertungen zu vergeben.
Ausgeschlossen von der Teilnahme am Audience Award sind Repertoirefilme, also Filme, die nicht im letzten Jahr entstanden sind. 2024 waren das die Hommagen und die Kooperation mit dem Museum Brandhorst. Zu gewinnen gibt es zwei VIP-Pakete für das Open-Air-Konzert Klassik am Odeonsplatz.

## Preisträger
- 2004: Sommersturm – Regie: Marco Kreuzpaintner
- 2005: Die Höhle des gelben Hundes – Regie: Byambasuren Davaa
- 2006: Thank You for Smoking – Regie: Jason Reitmann
- 2007: The Band's Visit – Regie: Eran Kolirin
- 2008: Ich muss schlafen, mein Engel – Regie: Dejan Aćimović
- 2009: Keep Surfing – Regie: Bjoern Richie Lob
- 2010: Bergblut – Regie: Philipp J. Pamer
- 2011: Wader Wecker Vater Land – Regie: Rudi Gaul
- 2012: Unplugged: Leben Guaia Guaia – Regie: Sobo Swobodnik
- 2013: Freedom Bus – Regie: Fatima Geza Abdollahyan
- 2014: Ein Geschenk der Götter – Regie: Oliver Haffner
- 2015: Projekt A – Eine Reise zu anarchistischen Projekten in Europa – Regie: Moritz Springer und Marcel Seehuber
- 2016: Nur wir drei gemeinsam – Regie: Kheiron
- 2017: Immer noch jung – 15 Jahre Killerpilze – Regie: David Schlichter, Fabian Halbig
- 2018: Wackersdorf – Regie: Oliver Haffner
- 2019: Für Sama (For Sama)  – Regie: Waad al-Kateab
- 2020: Filmfest aufgrund der COVID-19-Pandemie abgesagt[4]
- 2021: Trans – I Got Life – Regie: Imogen Kimmel, Doris Metz[5]
- 2022: Wann kommst du meine Wunden küssen? – Regie: Hanna Doose
- 2023: Fallende Blätter – Regie: Aki Kaurismäki[6]
- 2024: 
  - Kategorie National: Führer und Verführer – Joachim A. Lang
  - Kategorie International: Samia – Yasemin Samdereli[7]
- 2025: 
  - Kategorie National: Zweigstelle – Regie: Julius Grimm
  - Kategorie International: Sentimental Value – Regie: Joachim Trier